# Wereldrijk
Een wereldrijk is een rijk dat een groot deel van de bekende wereld omvat en daarbij een invloed op cultureel, geografisch, politiek, technologisch en/of sociaal vlak heeft. Tot het grondgebied van een wereldrijk behoren die gebieden waarin het rijk zijn wetten kan opleggen en uitvoeren.

## Antieke wereldrijken
| Naam                  | Korte beschrijving |
| --------------------- | --- |
| Nieuw-Egyptische Rijk | Voorafgaand aan het Nieuw-Egyptische Rijk ontwikkelde het oude Egypte tijdens het Oude Rijk (ca. 2686–2125 v.Chr.) en het Middenrijk (ca. 2055–1650 v.Chr.) al vormen van buitenlands optreden in Nubië, Libië, de oases van de Westelijke Woestijn en het zuiden van de Levant. Toch bleef de Egyptische aanwezigheid beperkt tot handelsroutes, militaire posten en wisselende invloed zonder systematische integratie van buitenlandse gebieden. Het Nieuw-Egyptische Rijk verschilde hiervan door een structurele uitbreiding van de Egyptische macht buiten de traditionele grenzen. Daarmee kan deze periode als de eerste werkelijk imperialistische fase in de Egyptische geschiedenis worden beschouwd. Het Nieuw-Egyptische Rijk was een periode in de Egyptische oudheid die duurde van circa 1550 tot 1070 v.Chr. Het volgde op de Tweede Tussenperiode en omvatte de 18e, 19e en 20e dynastie. In deze tijd ontwikkelde Egypte zich tot een territoriale grootmacht met gebieden in Nubië en delen van de Levant. De periode begon met de verdrijving van de Hyksos door farao Ahmose I. De betrekkingen met andere rijken, zoals de Hettieten en de Minoïsche beschaving op Kreta, waren relatief intensief. Het tijdvak wordt gekenmerkt door militaire campagnes, administratieve centralisatie en monumentale bouwprojecten, waaronder de tempels van Karnak en Luxor. De 19e en 20e dynastie worden ook wel de Ramessidentijd genoemd. Het rijk eindigde met het begin van de Derde Tussenperiode, waarin de centrale macht afnam. |
| Assyrische Rijk       | Het Assyrische Rijk, of Assyrië, bestond tussen 2000 v.Chr. en 612 v.Chr.. De Assyriërs veroverden het rijk vanuit hun kerngebied rond de stad Assur, in hedendaags Irak. Op het hoogtepunt van hun macht besloeg het Assyrische Rijk Irak, Jordanië, Syrië, Libanon, Israël en gedurende een korte periode zelfs Egypte. Het Assyrische Rijk bereikte in 671 v.Chr. onder koning Assarhaddon zijn grootste omvang. |
| Oud-Perzische Rijk    | De Achaemeniden waren het koningshuis van het Oud-Perzische Rijk, zo genoemd naar hun voorouder Achaemenes. Het huis werd gesticht rond 530 v.Chr. door Cyrus de Grote en heerste over een wereldrijk. Het Oud-Perzische Rijk bereikte rond 500 v.Chr. zijn grootste omvang van 6.500.000 km² en bevatte toen het grondgebied van hedendaags Armenië, Turkije, Syrië, Israël, Irak, Iran, Afghanistan, Egypte en delen van Griekenland en Pakistan. Het rijk werd ten tijde van Darius III veroverd door Alexander de Grote in 330 v.Chr. |
| Macedonische Rijk     | Het Macedonische Rijk van Alexander de Grote bereikte in 323 v.Chr. zijn grootste omvang van 6.200.000 km² en viel in omvang ongeveer samen met het voorgaande Perzische Rijk. Na de dood van Alexander in datzelfde jaar werd het Macedonische Rijk het rijk van de Diadochen genoemd: de Diadochen waren de generaals in Alexanders leger die onderling het rijk verdeelden. |
| Romeinse Rijk         | Het Romeinse Rijk is het bekendste wereldrijk uit de geschiedenis. Het Rijk, dat grote delen van Zuid- en West-Europa, maar ook delen van Azië en Noord-Afrika beheerste, besloeg op zijn hoogtepunt 4.750.000 km². In 395 werd het rijk gesplitst in twee delen. Het West-Romeinse Rijk eindigde in 476, maar het oostelijk deel zou als het Byzantijnse Rijk nog tot 1453 blijven bestaan. |

## Wereldrijken vanaf het jaar 500
| Naam               | Korte beschrijving |
| ------------------ | --- |
| Sassaniden-rijk    | Het Nieuw-Perzische of Sassaniden-rijk bestond tussen de 3e eeuw en de 7e eeuw. Het Sassaniden-rijk bereikte in 629 zijn grootste omvang en werd uiteindelijk in 651 door het Arabische Rijk veroverd.                                                          |
| Chinees keizerrijk | Het Chinese Keizerrijk bestond al vanaf 221 v.Chr., maar bereikte eerst onder de Tang-dynastie (in 669) zijn grootste omvang. |
| Arabische Rijk     | Het Arabische Rijk, gesticht door de opvolgers van de profeet Mohammed, bereikte rond 750 zijn grootste omvang van 28.000.000 km² |
| Mongoolse Rijk     | Het Mongoolse Rijk werd gesticht door Dzjengis Khan in 1206. In 1234 werd het Chinees keizerrijk veroverd en onder Koeblai Khan werd in 1279 de grootste omvang van 33.000.000 km² bereikt.                                                                     |
| Ottomaanse Rijk    | Het Ottomaanse Rijk was het van oorsprong Turkse rijk dat gesticht werd door Osman I. Het was een wereldrijk tussen de 14e eeuw en de 20e eeuw. Bij de grootste uitbreiding rond 1700 besloeg het een gebied in Noord-Afrika, Azië en Europa van 5.000.000 km². |
| Russische Rijk     | Het Russische Rijk bereikte in 1790 zijn grootste omvang van 22.000.000 km² |

## Koloniale wereldrijken
De meeste Europese wereldrijken zijn ontstaan in de koloniale tijden. De Europese landen, concurrenten onder elkaar, probeerden zo veel mogelijk koloniën te verwerven en een handelsimperium op te bouwen. Het eerste grote koloniale rijk was het Spaanse Rijk.
| Naam                       | Korte beschrijving |
| -------------------------- | --- |
| Portugese koloniën         | 1410-1999 Portugal was samen met Spanje een van de vroege kolonisators en droeg in belangrijke mate bij aan de Europese praktijk van kolonisatie en imperialisme. Met het Verdrag van Tordesillas richtte Portugal zich op Brazilië, Afrika en Azië, terwijl Spanje zich bezighield met de overige delen van Zuid-Amerika en de Filipijnen. |
| Spaanse Rijk               | 1492-1898 Het Spaanse Rijk (Spaans: Imperio español) of de Universele Spaanse Monarchie (Spaans: Monarquía universal española) is de benaming voor de unie van koninkrijken, afhankelijkheden en koloniën ondergeschikt aan Spanje tussen 1492 en 1898 toen de Filipijnen en Cuba verloren gingen. Het was het grootste wereldrijk van de Vroegmoderne Tijd en heeft vooral zijn stempel gedrukt op de geschiedenis, taal, religie en cultuur van het huidige Latijns-Amerika. In sommige gevallen wordt gesteld dat het Spaanse Rijk definitief eindigde met de dekolonisatie van de Afrikaanse bezittingen in de jaren 60 en 70. |
| Iberische Unie             | 1580-1640 De Iberische Unie is de naam voor de politieke unie tussen Spanje en Portugal in de jaren 1580-1640. De naam verwijst naar het Iberisch Schiereiland; daarnaast bezaten de landen samen uitgestrekte koloniën in Amerika en vele nederzettingen op de Aziatische en Afrikaanse kusten. |
| Nederlandse-koloniale Rijk | Het Nederlandse koloniale rijk was in oppervlakte nooit erg groot, maar bevatte wel koloniën in de hele wereld. De belangrijkste hiervan waren Nederlands-Indië (hedendaags Indonesië), Suriname, de Kaapkolonie en de Nederlandse Antillen. Deze kaart laat de gebieden zien die ooit in handen waren van machtige Nederlandse handelsmaatschappijen zoals de Vereenigde Oost-Indische Compagnie (VOC) en de West-Indische Compagnie (WIC), alsmede koloniën van het Koninkrijk der Nederlanden. |
| Franse-koloniale Rijk      | Het Franse-koloniale Rijk bereikte in 1919 zijn grootste omvang van 13.500.000 km² en omvatte onder andere grote delen van Afrika en Noord-Amerika. |
| Britse Rijk                | Het Britse Rijk bereikte in 1921 zijn grootste omvang van bijna 33.000.000 km² (bijna een kwart van het landoppervlak van de aarde) en was daarmee samen met het Mongoolse Rijk het grootste wereldrijk dat ooit op aarde heeft bestaan. |

## Europees-continentale rijken
| Naam                     | Korte beschrijving |
| ------------------------ | --- |
| Frankische Rijk          | Het Frankische Rijk bestond tussen de 5e en 9e eeuw. Onder Karel de Grote was het Frankische Rijk de machtigste nieuwe staat sinds de val van het West-Romeinse Rijk in 476. |
| Heilige Roomse Rijk      | Het Heilige Roomse Rijk was een politiek conglomeraat van landen in West- en Centraal-Europa tijdens de middeleeuwen. Het ontstond uit het oostelijke gedeelte van het Frankische Rijk bij het Verdrag van Verdun (843). Het Rijk bestond bijna een millennium, tot het werd opgeheven in 1806.                                                             |
| Eerste Franse Keizerrijk | Het Eerste Franse Keizerrijk van Napoleon Bonaparte bereikte in 1811 zijn grootste omvang van 1.400.000 km². Na de door Napoleon verloren slag bij Waterloo in 1815 ging het rijk ten onder. |
| Derde Rijk               | Adolf Hitlers Derde Rijk bereikte in 1942 de grootste omvang. Drie jaar later werd nazi-Duitsland verslagen en hield het Derde Rijk op te bestaan. |
| Europese Unie            | De in de jaren 50 opgerichte Europese Unie is niet echt een "rijk" als alle hierboven staande rijken, maar een supranationale organisatie van momenteel 28 samenwerkende lidstaten. De Europese Unie voldoet wel aan sommige beschrijvingen van een rijk, zoals open binnengrenzen, Europese wetgeving en centrale bank, maar het is geen soevereine staat. |